# NGC 54
Az NGC 54 egy spirálgalaxis a Cetus (Cet) csillagképben.

## Felfedezése
Az NGC 54 galaxist Ernst Wilhelm Leberecht Tempel fedezte fel 1836-ban.

## Tudományos adatok
A galaxis 5337 km/s sebességgel távolodik tőlünk.